# Edurado Señales
Edurado Señales – panamski bokser, srebrny medalista Igrzysk Ameryki Środkowej i Karaibów z roku 1935. W finale Igrzysk Ameryki Środkowej i Karaibów 1935 przegrał z Meksykaninem Gabrielem Rochą.